# Мішен-Вудс (Канзас)
Мішен-Вудс (англ. Mission Woods) — місто (англ. city) в США, в окрузі Джонсон штату Канзас. Населення — 203 особи (2020).

## Географія
Мішен-Вудс розташований за координатами 39°2′1″ пн. ш. 94°36′39″ зх. д. / 39.03361° пн. ш. 94.61083° зх. д. (39.033724, -94.610913).  За даними Бюро перепису населення США в 2010 році місто мало площу 0,27 км², уся площа — суходіл. В 2017 році площа становила 0,23 км², уся площа — суходіл.

## Демографія
Згідно з переписом 2010 року, у місті мешкало 178 осіб у 77 домогосподарствах у складі 53 родин. Густота населення становила 666 осіб/км².  Було 80 помешкань (299/км²).
Расовий склад населення:
| - 97,8 % — білих - 1,7 % — азіатів - 0,6 % — чорних або афроамериканців |

До двох чи більше рас належало 0,0 %. Частка іспаномовних становила 0,0 % від усіх жителів.
За віковим діапазоном населення розподілялося таким чином: 18,5 % — особи молодші 18 років, 55,1 % — особи у віці 18—64 років, 26,4 % — особи у віці 65 років та старші. Медіана віку мешканця становила 54,5 року. На 100 осіб жіночої статі у місті припадало 81,6 чоловіків;  на 100 жінок у віці від 18 років та старших — 85,9 чоловіків також старших 18 років.
Середній дохід на одне домашнє господарство  становив 251 491 долар США (медіана — 131 875), а середній дохід на одну сім'ю — 288 856 доларів (медіана — 181 250). За межею бідності перебувало 6,6 % осіб, у тому числі 0,0 % дітей у віці до 18 років та 11,9 % осіб у віці 65 років та старших.
Цивільне працевлаштоване населення становило 83 особи. Основні галузі зайнятості: науковці, спеціалісти, менеджери — 27,7 %, освіта, охорона здоров'я та соціальна допомога — 16,9 %, фінанси, страхування та нерухомість — 15,7 %.